# Hinojo (Villazala)
Hinojo es un despoblado español que forma parte del municipio de Villazala, en la provincia de León, comunidad autónoma de Castilla y León.  Pertenece al término de Valdesandinas.

## Geografía física
El terreno es de mala calidad. Su arbolado se componía de negrillos, chopos y álamos.

### Ubicación
El despoblado está situado a la orilla izquierda del río Órbigo. Limita al norte con Valdesandinas, al este con Valdefuentes del Páramo, al sur con Regueras de Arriba y al oeste con Soto de la Vega.

### Hidrografía
Por su término pasa el río Órbigo.

## Historia
siglo XIX
En el siglo XIX Pascual Madoz en su Diccionario Geográfico lo describe ya como «despoblado en el término de Valdesandinas Ayuntamiento de Villazala, partido judicial de La Bañeza.» En esos años tenía una casa de campo y una cabaña para el guarda. Tenía también una iglesia consagrada a Santa Eulalia, dependiente de Valdesandinas. Su población consistía en un vecino y siete almas. Producía legumbres, trigo, centeno, cebada y lino; había cría de ganado vacuno, caballar, cerda, lanar y cabrío. Tenía industria de fabricación de sayales para uso propio con la lana de sus rebaños. Era importante la pesca de exquisitas truchas en el río Porma.
Perteneció al vizcondado de la Valduerna que se lo disputó con el linaje de los Miranda. Después y mediante aprobación real Hinojo fue enajenado al marqués de Campo-Fértil junto con el despoblado de Santa María de Zorres.
siglo XX
En 1991 tenía cero habitantes.
siglo XXI
Se conserva todavía el caserío de lo que fue una dehesa cuyo propietario era el Marqués de Esteva de las Delicias.